# Бесы (спектакль МДТ)

 «Бесы»  - спектакль Академического Малого Драматического театра – Театра Европы, поставленный режиссёром Львом Додиным в 1991 году по роману Ф.М.Достоевского "Бесы" . 

## О спектакле
«Бесы» - грандиозная трилогия Льва Додина и Эдуарда Кочергина по знаменитому роману Ф.М.Достоевского. Уникальный опыт трехчастного спектакля, рассчитанного на целый день. Тотальное погружение в мир Достоевского, и, по существу, в семейную историю, ставшую прототипом страшной истории XX столетия. Главный герой аристократ Ставрогин, переступивший нравственные табу, но, как и все герои Достоевского, сомневающийся, рефлексирующий благородный человек пытается распутать клубок душевных противоречий, разрубить узел скопившихся проблем, оказывается невольно вовлеченным в социалистический кружок, на поверку оказавшийся крошечным прототипом тоталитарной системы.
Премьера спектакля состоялась В Германии в городе Брауншвейг в течение трёх вечеров - 9,10,11 ноября 1991 года.
В Санкт-Петербурге три спектакля впервые были сыграны в течение дня 21 декабря 1991 года.
Подробнее про создание спектакля можно почитать в книге Ольги Егошиной "Театральная утопия Льва Додина" (М:Новое литературное обозрение, 2014)- с.59-77
"Сегодня, когда в России происходит, что происходит, нет нужды особенно комментировать актуальность пророческого романа Достоевского. Бесы и сегодня борются за власть, бесы объявляют войны, бесы начинают век обещаниями великих свершений и кончают великим крахом. Но не могут остановиться и снова, и снова рисуют величайшие иллюзии. Впрочем, всё это не о политике. Не политика движет человеком. В Божественном замысле нам отведён Миг, один лишь Миг, человек не может с этим смириться, и начинает вопрошать. Не получая ответа, он начинает отвечать сам. И эта величайшая подмена рождает величайшие трагедии. Человек уничтожает других, не замечая, как уничтожает себя. Бог дергает сверху, дьявол снизу, а человек дергается на верёвочке, воздевая руки в отчаянии и суча ногами в надежде. Наш театр три года болен Достоевским, этим вечным задавальщиком вопросов, на которые нет ответа. И если нам даже ничего никому не удастся сказать, мы не в обиде. Три года мы отравлялись, и утешалась самопознанием."   (Лев Додин)

## Создатели спектакля
Пьеса и постановка Льва Додина
Художник  Эдуарда Кочергина
Композитор Олег Каравайчук
Режиссеры-ассистенты  Татьяна Шестакова, Сергей Бехтерев
Художник по костюмам Инна Габай
Педагоги - репетиторы Валерий Галендеев, Михаил Александров, Валерий Звёздочкн

## Гастроли
1994 – Глазго (Англия)
1995 – Москва
1996 – Париж (Франция)
1997 – Тесалоники (Греция)
1998 – Лондон (Англия)
2000 – Милан (Италия)
2004 – Москва
2006 – Москва
2009 – Париж (Франция)
2013 - Москва

## Действующие лица и исполнители
Ставрогин Николай Всеволодович — Пётр Семак
Ставрогина Варвара Петровна — Галина Филимонова
Верховенский Пётр Степанович — — Сергей Бехтерев,Олег Дмитриев
Верховенский Степан Трофимович, его отец — Николай Лавров, Анатолий Колибянов, Сергей Козырев
Лебядкина Марья Тимофеевна — Татьяна Шестакова
Лебядкин Игнат Тимофеевич, ее брат — Игорь Иванов
Шатова Дарья Павловна — Елена Калинина, Ирина Тычинина
Шатов Иван Павлович, ее брат — Сергей Власов
Шатова Мария Игнатьевна, его жена — Наталья Фоменко
Кириллов Алексей Нилыч — Сергей Курышев
Федька-Каторжный — Игорь Скляр, Алексей Морозов, Владимир Селезнев
Гаганов-Дроздов Маврикий Николаевич — Владимир Захарьев
Тушина Лизавета Николаевна — Ирина Селезнёва, Анжелика Неволина
Алексей Егорович, слуга в доме Ставрогиных — Сергей Мучеников
Виргинская Арина Прохоровна, акушерка — Татьяна Рассказова
Виргинский, ее муж — Николай Павлов, Олег Рязанцев
Родственница Виргинских — Марина Гридасова, Марина Богданова, Наталия Калинина
Липутин Сергей Васильевич — Аркадий Коваль, Олег Гаянов
Толкаченко — Сергей Козырев, Александр Кошкарев
Шигалев — Владимир Туманов, Игорь Черневич
Лямшин — Григорий Дитятковский, Адриан Ростовский
Учитель — Михаил Самочко
Курсистка — Мария Никифорова
Эркель — Игорь Черневич, Станислав Никольский
Блюм — Аркадий Шароградский, Владимир Селезнёв, Артур Козин
Отец Тихон, архиерей — Алексей Зубарев
Старуха в доме Филиппова — Ирина Демич, Бронислава Проскурнина
Извозчик и Причетник — Анатолий Колибянов, Владимир Артемов
Женщины в церкви -Нина Семёнова, Ирина Никулина, Елена Васильева, Лия Кузьмина, Екатерина Решетникова
Девочка — Татьяна Попова, Оля Кузьмина, Паулина Лихвацкая

## Отзывы о спектакле
- "Бесы" поставлены наперекор всему, что привычно и массово. И свет, которым светится театр во время этого спектакля, возникает, когда люди в зале, отбросив привычное, жадно слушают то, что звучит со сцены.  (Наталья Крымова)

- Такие сценические прозрения я называю для себя моментом творческого чуда. И, Господи, благослови тех, кому это чудо удается, хотя бы раз в жизни!  (Владимир Максимов, газета «Русская мысль» (Франция)

- Самая гениальная игра в мире? Смотря спектакль Додина «Бесы» по роману Lостоевского, зритель часто думает именно так. И над всеми персонажами – гениальное, ироническое повествование Достоевского, его отчет о сердцах человеческих, ставший потрясающим спектаклем, где есть все: этика, политика, любовь, благородство, безумие и пафос.  (Алэстэир Макьюлэй, газета Financial Times (Англия)

- В год премьеры, учитывая острополитизированную жизнь начала 90-х годов, спектакль Льва Додина во многом звучал как предостережение политикам и даже приговор революционерам, хотя и о вечной человеческой природе этот спектакль всегда говорил очень и очень многое. Прошло 20 лет, и политические мотивы как-то отступили, на первый план в "Бесах" вышли именно универсальные, человеческие смыслы.  (Елена Герусова, театральный критик)

- Додин свободно компоновал в «Бесах» мотивы камерных тет-а-тетов и многолюдных сборищ, домашних посиделок и конспиративных встреч, сталкивал заклятых друзей-врагов в исступленном споре и мирных домашних хлопотах. Натуральность подробностей шокировала: вареная курица, которую ели на сцене, не мешала патетике. Полифония тем и мотивов сочеталась с полифоничностью постановочных средств. Многофигурная постановка потрясала бесстрашием почти хирургического анализа человеческой природы.  (Ольга Егошина, театральный критик)

## Пресса о спектакле
- Т.Марченко. "Раздумья после "Бесов". Санкт-Петербургские Ведомости. 14.03.1992

- Борис Тулинцев. "ЭХ-МА…" Московский наблюдатель. 1992. №4

- Владимир Максимов. "Взгляни в удивлении." Экран и сцена 20-27 августа 1992

- Лев Додин: Пророчества Достоевского сбываются "Питер-ТВ".14.11.2011

- М.Давыдова, "Как меняются бесы" "OpenSpace.ru".25.11.2011

- Марина Токарева. "Наши бесы". Новая газета, 28.11.2011

- Е.Герусова. ""Бесы" высокого полета" Коммерсантъ, 25.11.2011

- "«Бесы» нас мучают, радуют, спасают" Интервью с П.Семаком, И.Ивановым, Н.Фоменко, Т.Рассказовой, С.Власовым. "Вечерний Петербург". 18.11.2011

- Елена Горфункель. "Время и бесы"

- Жанна Зарецкая. "В МДТ отметили 25-летие «Бесов» Льва Додина" «Фонтанка.ру» 05.12.2016